# Tupua raveni
Tupua raveni is een spinnensoort in de taxonomische indeling van de Synotaxidae.
Het dier behoort tot het geslacht Tupua. De wetenschappelijke naam van de soort werd voor het eerst geldig gepubliceerd in 1990 door Norman I. Platnick.